# ふたり (浜本沙良の曲)
「ふたり」は、浜本沙良の4枚目のシングル。1995年11月17日にフォーライフ・レコードから発売された。

## 概要
- 日本テレビ系列で放送された『発明将軍ダウンタウン』のエンディングテーマとして使用された[1]。
- 切ないミティアムナンバーとなっており[3]、歌詞を制作する際は作詞担当のけいこmoonと浜本が綿密にやり取りをして完成させていった[3]。
- 初めてオリコンチャートにランクインし、最高順位48位を記録した。3回ランクインした[1]。
- カップリングの「Midnight Love Call」は、浜本が敬愛している石川セリの楽曲のカバーである[4][5]。浜本はこの楽曲のレコーディング当初は、「オリジナルを越えなくてはならないというプレッシャーがあったが、後に素直な気持ちで歌えばいいと思うようになった」と述べている[3]。
- 2曲ともアルバム未収録となっている。
- フォーライフ・レコードから発売された最後のシングルとなった。

## 収録曲
（全編曲：岩本正樹）
1. ふたり [5:10]
作詞：けいこmoon、作曲：岩本正樹
  - 日本テレビ系『発明将軍ダウンタウン』エンディングテーマ[1]
2. Midnight Love Call [4:51]
作詞・作曲：南佳孝
3. ふたり（Instrumental） [5:09]